# تحميل الكربوهيدرات

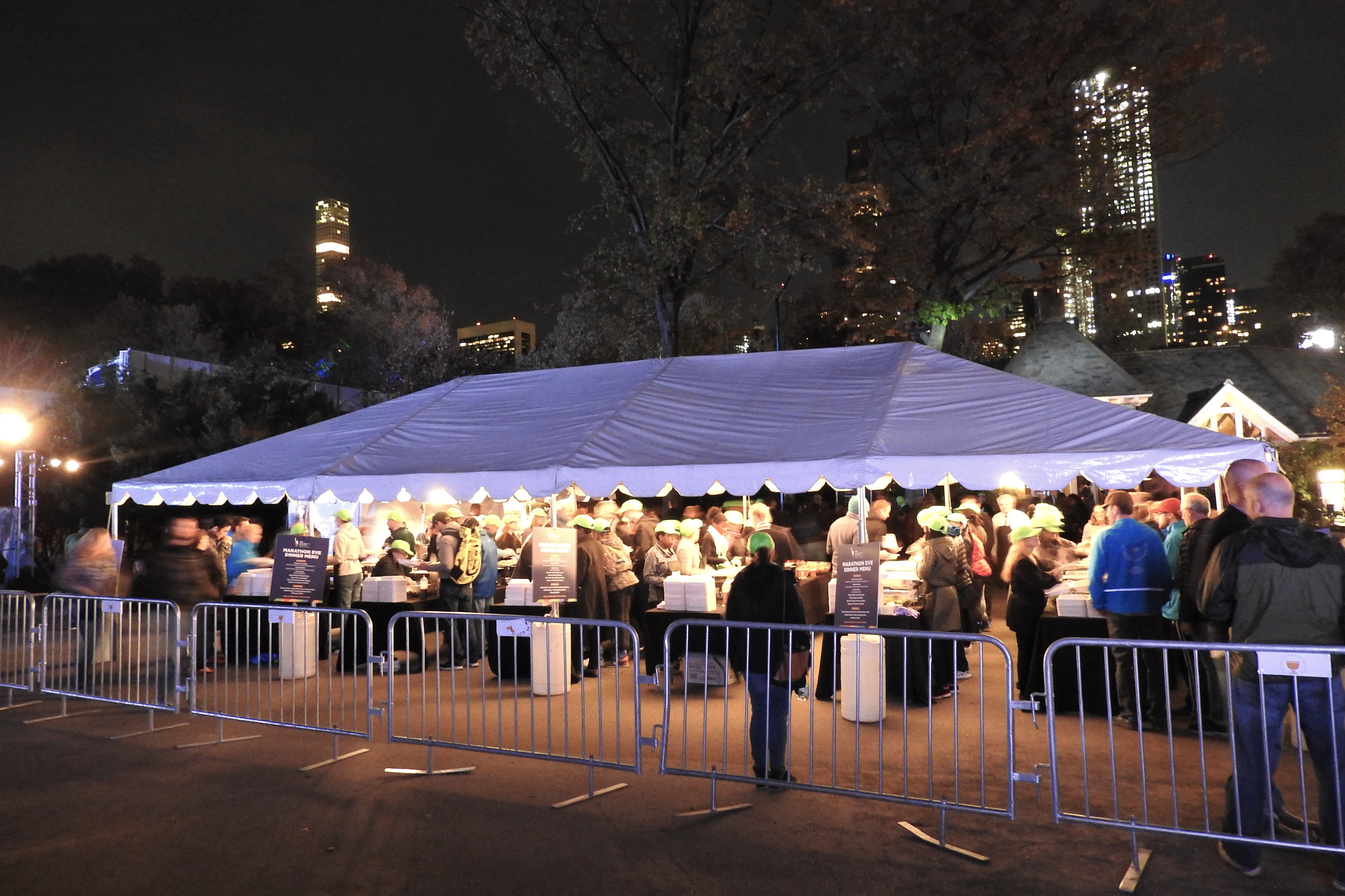
وجبة ما قبل الماراثون

تحميل الكربوهيدرات، ويُشار إلى الكربوهيدرات التحميل، أو كاربو التحميل، هو إستراتيجية تستخدم من قبل الرياضيين التحمل، مثل العدائين والرياضيين؛ لتحقيق أقصى قدر من تخزين الجليكوجين (أو الطاقة) في العضلات والكبد. 
يوصى عمومًا بتحميل الكربوهيدرات لأحداث التحمل، التي تدوم أكثر من 120 دقيقة. تُفضل الأطعمة ذات المؤشرات المنخفضة لنسبة السكر في الدم عمومًا؛ لتحميل الكربوهيدرات، نظرًا لتأثيرها الضئيل على مستويات الجلوكوز في الدم. تشمل الأطعمة منخفضة نسبة السكر في الدم عادةً الخضار ومعكرونة القمح الكامل والحبوب. يتناول العديد من لاعبي التحمل وجبات عشاء كبيرة من المعكرونة في الليلة السابقة للحدث. نظرًا لأن العضلات تستخدم أيضًا الأحماض الأمينية على نطاق واسع عند العمل ضمن حدود الأيروبيك، يجب أن تحتوي الوجبات أيضًا على البروتين الكافي  ومع ذلك، يمكن للحصص الكبيرة قبل السباق أن تقلل من أداء يوم السباق إذا لم يكن لدى الجهاز الهضمي الوقت الكافي لمعالجة نظام الطعام.

## بدون نضوب
أدت الأبحاث، التي أجريت في الثمانينيات إلى نظام معدل؛ لتحميل الكربوهيدرات يلغي مرحلة النضوب. وبدلاً من ذلك، يدعو إلى زيادة تناول الكربوهيدرات (إلى حوالي 70% من إجمالي السعرات الحرارية) وتقليل التدريب لمدة ثلاثة أيام قبل الحدث.

## تمرين قصير
نظام جديد لتحميل الكربوهيدرات طوره علماء في جامعة أستراليا الغربية يستدعي اتباع نظام غذائي طبيعي مع تدريب خفيف حتى اليوم السابق للسباق. في اليوم السابق للسباق، يؤدي الرياضي تمرينًا قصيرًا جدًا وعالي الكثافة (مثل بضع دقائق من الركض) ثم يستهلك 12 جرام من الكربوهيدرات لكل كيلوغرام من الكتلة الخالية من الدهون على مدار الـ 24 ساعة القادمة. نتج عن هذا النظام زيادة بنسبة 90% في تخزين الجليكوجين مقارنة بما كان عليه قبل الحمل الكربوني، وهو ما يمكن مقارنته أو أعلى من النتائج التي تحققت مع أنظمة تحميل الكربوهيدرات الأخرى من يومين إلى 6 أيام.

## نقص السكر في الدم العابر
يؤدي تناول الكربوهيدرات في غضون ساعتين قبل ممارسة التمارين الهوائية إلى ارتفاع مستويات الانسولين في الدم مما قد يؤدي إلى انخفاض مستويات الجلوكوز في الدم بشكل كبير. يمكن ان يحد هذا من الاداء الهوائي، خاصة في الاحداث التي تدوم أكثر من 60 دقيقة. يعرف هذا باسم نقص السكر الدم العابر أو الفاعلي، ويمكن ان يكون عاملاً مقيداً لدى نخبة الرياضيين. الأفراد المعرضون لنقص السكر في الدم معرضون بشكل خاص لخطر استجابات الأنسلين المرتفعة، وبالتالي من المحتمل ان يعانون من نقص السكر في الدم العابر الذي يحد من الأداء إذا لم يتبعوا النظام الصحيح.

## تكوين النظام الغذائي
إن تكوين الكربوهيدرات في النظام الغذائي للرياضي أثناء تحميل الكربوهيدرات لا يقل أهمية عن حصتها من نظام السعرات الحرارية الكلي. 
تتكون معظم الكربوهيدرات الغذائية من نسب متفاوتة من اثنين من السكريات البسيطة، الجلوكوز والفركتوز. يمكن استقلاب الفركتوز في الجليكوجين في الكبد[بحاجة لمصدر]، لكنه غير فعال في رفع مستويات الجليكوجين في العضلات (وهو الهدف من تحميل الكربوهيدرات).[بحاجة لمصدر] وبالتالي، فإن مصادر الكربوهيدرات عالية الفركتوز، مثل الفاكهة والأطعمة التي تحتوي على السكر، أقل من الأمثل لهذه المهمة. الوجبة الكلاسيكية التي تحتوي على الكربوهيدرات هي المعكرونة، التي يرجع محتواها من السعرات الحرارية أساسًا إلى النشا، وهو بوليمر جلوكوز. الوجبات الأخرى عالية النشا والتي تشمل الخبز والأرز والبطاطس هي أيضًا جزء من النظام الصحيح